# اتحاد الأحزاب الشيوعية - الحزب الشيوعي للاتحاد السوفيتي
اتحاد الأحزاب الشيوعية - الحزب الشيوعي للاتحاد السوفيتي (باللغة الروسية: Союз коммунистических партий – Коммунистической партии Советского союза؛ СКП–КПСС) هو مجموعة للأحزاب الشيوعية في الاتحاد السوفيتي السابق، تكونت المجموعة في 1993. يشغل منصب رئيس مجلس المنظمة غينادي زوغانوف، حالًّا محل أوليغ شينين الذي انفصل بجزء من المنظمة مكونًا الحزب الشيوعي للاتحاد السوفيتي.